# Thalassoma newtoni
Thalassoma newtoni är en fiskart som först beskrevs av Osório, 1891.  Thalassoma newtoni ingår i släktet Thalassoma och familjen läppfiskar. IUCN kategoriserar arten globalt som livskraftig. Inga underarter finns listade i Catalogue of Life.